# Distrito histórico de Tuscumbia
El Distrito histórico de Tuscumbia es un distrito histórico ubicado en Tuscumbia, Alabama, Estados Unidos.

## Descripción
El distrito contiene 461 propiedades contribuyentes y cubre aproximadamente 232 acres (94 ha) del área original de la ciudad. Los primeros colonos blancos en Tuscumbia construyeron una aldea junto a Big Spring, en el sitio de lo que hoy es Spring Park. Muchos colonos, la mayoría de Virginia y Maryland, comenzaron a emigrar a The Shoals en las décadas de 1820 y 1830. Las casas más antiguas del distrito son cabañas tipo Tidewater, un estilo nativo del Atlántico Medio. También se construyeron durante el período inicial de la ciudad algunos de los edificios comerciales más antiguos de Alabama, incluido el Edificio Morgan-Donilan (construido en 1825) y un bloque de siete edificios conocido como Commercial Row (construido a mediados de la década de 1830). La economía de la ciudad declinó en la década de 1840, cuando muchos agricultores se fueron en busca de un suelo más fértil, a través de la Guerra de Secesión y la Reconstrucción.
La recuperación se produjo en las décadas de 1880 y 1890, impulsada por el desarrollo industrial en la vecina Sheffield. La mayoría de los edificios comerciales datan de la década de 1880 hasta la década de 1930, mientras que los edificios residenciales de la época muestran estilos como Reina Ana, Victoriano, Bungaló y Neotudor. Otros edificios notables en el distrito incluyen el Palacio de Justicia del Condado de Colbert, construido en 1909; La Iglesia Episcopal de San Juan, construida en 1852 como una de las primeras iglesias de estilo gótico carpintero en Alabama; y Deshler Stadium, un proyecto de la Works Progress Administrationcompletado en 1941.
El distrito fue incluido en el Registro Nacional de Lugares Históricos en 1985.